# Sviblovo (Mosca)
Il quartiere Sviblovo (leggi svìblovo, in russo Район Свиблово?) è un quartiere di Mosca sito nel Distretto Nord-orientale.
L'area del quartiere era occupata dal villaggio di Timofeevskoe na Jauze, menzionato nel testamento spirituale del principe Basilio I di Russia; poco dopo l'abitato divenne noto come Sviblovo dal nome di Fëdor Andreevič Svibly, signore della guerra presso Dmitrij Donskoj. Nella lingua informale dell'epoca sviblyj (o šviblyj) significava "muto".
Fino alla riforma dei quartieri del 1991, è stato parte del quartiere Babuškinskij.